# スラジャナ・デリバシッチ
スラジャ（セルビア語:Слађа / Slađa）、本名スラジャナ・デリバシッチ（Слађана Делибашић / Slađana Delibašić、1968年11月7日 - ）は、セルビア人の歌手で、出身はコソボ（当時はユーゴスラビア社会主義連邦共和国・コソボ・メトヒヤ自治州）のコソヴスカ・ミトロヴィツァ / ミトロヴィツァである。1986年から2001年までジョレ・ジョガニの妻であり、離婚するまでジョガニのヴォーカルであった。ジョレ・ジョガニとの間に3人の子を持つ。

## 来歴

### 1992年 - 2000年
1992年から2001年まで、スラジャはジョガニの女性ヴォーカルであった。当時、ジョガニはセルビアで最も有名なダンス・ミュージックの担い手の一員であった。しかし、2001年に、15年に及んだ夫との結婚生活に終止符をうち、デュオも解消してソロ歌手となった。スラジャと入れ替わるようにして、ヴェスナ・トリヴィッチ（Vesna Trivić）が新しくジョレ・ジョガニの妻、そしてジョガニの女性ヴォーカルとなった。

### ソロ歌手として - 『Sesto culo』、『Kraljica ritma』 2001年 - 2003年
2001年、スラジャは初のソロ・アルバム『Sesto culo』（第六感）を製作し、ソロ歌手としてのキャリアを始動させた。このアルバムからは「Neću da slušam laži」、「Žene」、「Daj」、「Moćnica」がヒット曲となった。2002年には、2枚目のソロ・アルバム『Kraljica ritma / Sladja zauvek』（リズムの女王 / スラジャよ永遠に）が発売された。このアルバムは1枚目を上回る成功となった。収録曲の「Svake noci」、「Izadji」、「Pusti me」、「Na određeno」はすぐにヒットとなった。

### マーケティングの失敗と凋落 - 『Nekad i sad』2004年 - 2005年
2004年、3枚目のアルバム『Nekad i sad』が発売された。しかし、このアルバムは商業的には完全な失敗であり、唯一「Dupla doz」がヒットと呼べる程度であった。プロモーションの失敗に加え、メディア上で繰り広げられたジョレとの応報が、スラジャの人気に悪影響を及ぼした。

### 再始動 - 『Baš to...』 2006年 - 2008年
2006年末、スラジャが再びスタジオに入り、新しいアルバムの発売に向けてレコーディングを始めていることが確認された。後に、アルバムのタイトルが『Baš to ...』（まさにその…）であることが公表された。2007年2月14日、ベオグラードの有名なクラブでプロモーションが行われた。やがて、『Baš to...』がこの年のヒット作となるのではないかとの観測が広がった。収録曲からの初シングルは「Don perinjon (Poznata, viđena, slavna)」であり、無名のDJ MIjatが手がけた大ヒットとなった。次のシングルは「Sedmi sprat」で、程なくセルビアのクラブ・シーンを席巻するようになった。3つめのシングル「Slaki」はアップテンポのラテン系・ギリシャ系の楽曲で、この年の夏を代表する曲となった。最後のシングル・カットは「Made in Srbija」で、これは米国のヒット曲・シャギーとオリヴィア（Olivia）による「Wild 2Night」のセルビア語カバーであった。このアルバムのプロモーションのために、セルビアのみならずヨーロッパや米国、オーストラリアのクラブへもツアーに行き、これは2008年末まで続いた。合計で70万人がクラブでスラジャのパフォーマンスを見たと見積もられている。

### 『Pet』 2009年
2009年9月、ボスニア・ヘルツェゴビナ・スルプスカ共和国のビイェリナの放送局・RTV BN（RTV BN）の夜の番組で、スラジャが新しいアルバムの製作を終えたことを公表した。2週間後、楽曲「Neka gore dlanovi」がリークされ、ラジオやインターネット上で出回った。その2日後、セルビアのRTVピンク（RTV Pink）にて、3つの新曲「Bilderu」、「Hit u gradu」、そして先にリークされた「Neka gore dlanovi」がスラジャによって公開された。この3曲はいずれもヒットとなり、アルバムの販売に大きく貢献した。
2009年12月31日、新しいアルバムのタイトルが『Pet』（5）であることが公表された。また、スラジャに新しい恋人ができたことも明らかになった。2010年1月、バルカン各国のファンに衝撃を与える曲が公表された。それは、かつての夫・ジョレ・ジョガニと、その新しい妻でジョガニの新しいヴォーカル・ヴェスナ・トリヴィッチとスラジャとの共演曲であった。楽曲のタイトルは「Hajmo sad u provod...」（あなたとわたし、さあパーティをしましょう）であり、そのビデオではスラジャとかつての恋敵であるヴェスナがデュエットで、「ジョレはセックス狂」、「スラジャを裏切りヴェスナに走り、ヴェスナを裏切りスラジャに走った」、と歌った。
2010年1月6日、タブロイド紙SVETのインタビューにてジョレ・ジョガニは、ジョガニの新しいツアーの相方がスラジャであり、スラジャの新アルバムのプロモーションも兼ねると話した。

## ディスコグラフィー

### Šesto čulo（2001年）
1. Žene
2. Neću da slušam laži
3. Daj
4. Moćnica
5. Mogu mi reći
6. Šesto čulo
7. DJ
8. Opasan
9. Neću uspeti
10. Još te volim
11. Ti si pravi

### Sladja zauvek kraljica ritma（2002年）
1. Svake noći
2. Pusti me
3. Izađi
4. Na određeno
5. Zauvek
6. Šarmantan
7. Kraljica ritma
8. Get on up
9. Srculence
10. Litica
11. Šta je to
12. Ne nije meni
13. O, mama
14. Svake noći (Remix)
15. Ti si preko

### Dupla doza（2004年）
1. Dupla doza
2. U tvojoj sobi
3. Pinokio
4. Laži me
5. Prorok
6. Hajde reci medu
7. Kazna
8. Hajde dođi
9. Nepodnošljiva
10. Po nervima

### Bas to...（2007年）
1. Don Perignon
2. Sedmi sprat
3. Ne reci
4. Veza bez obaveza
5. Ljubim ti rame
6. Hipnoza
7. Made in Serbia
8. Slaki
9. Crne oči
10. Kasno je

### Pet...（2010年）
1. Dlanovi
2. Hit u gradu
3. Prestani da me cimas
4. Umreces pod nekom suknjom
5. Zajedno
6. Dzek sa ledom
7. 'Ajmo sad u provod
8. Bilderu
9. Slikaj me
10. 5 minuta